# Silene dissecta
Silene dissecta är en nejlikväxtart som beskrevs av René Verriet de Litardière och Maire. Silene dissecta ingår i släktet glimmar, och familjen nejlikväxter. Inga underarter finns listade i Catalogue of Life.